# Fescamps
Fescamps és un municipi francès situat al departament del Somme i a la regió dels Alts de França. L'any 2007 tenia 143 habitants.

## Demografia

### Població

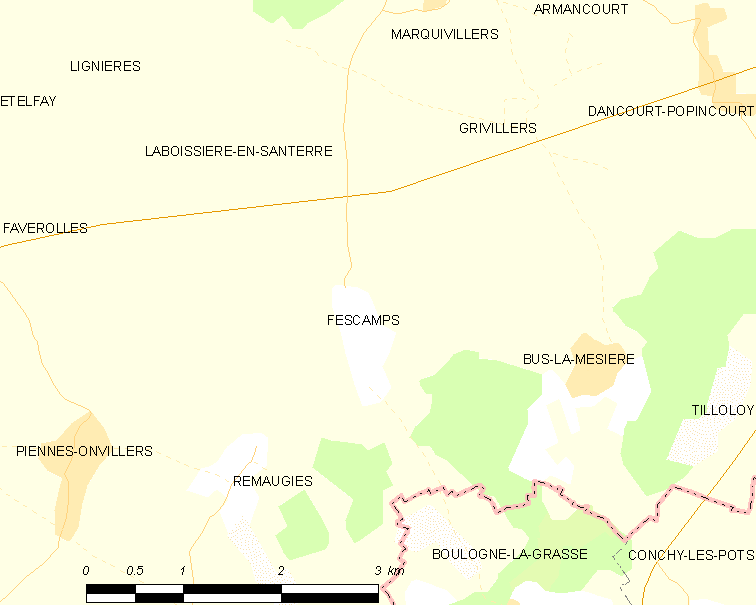

El 2007 la població de fet de Fescamps era de 143 persones. Hi havia 60 famílies de les quals 12 eren unipersonals (12 homes vivint sols), 24 parelles sense fills, 20 parelles amb fills i 4 famílies monoparentals amb fills.
La població ha evolucionat segons el següent gràfic:
Habitants censats

### Habitatges

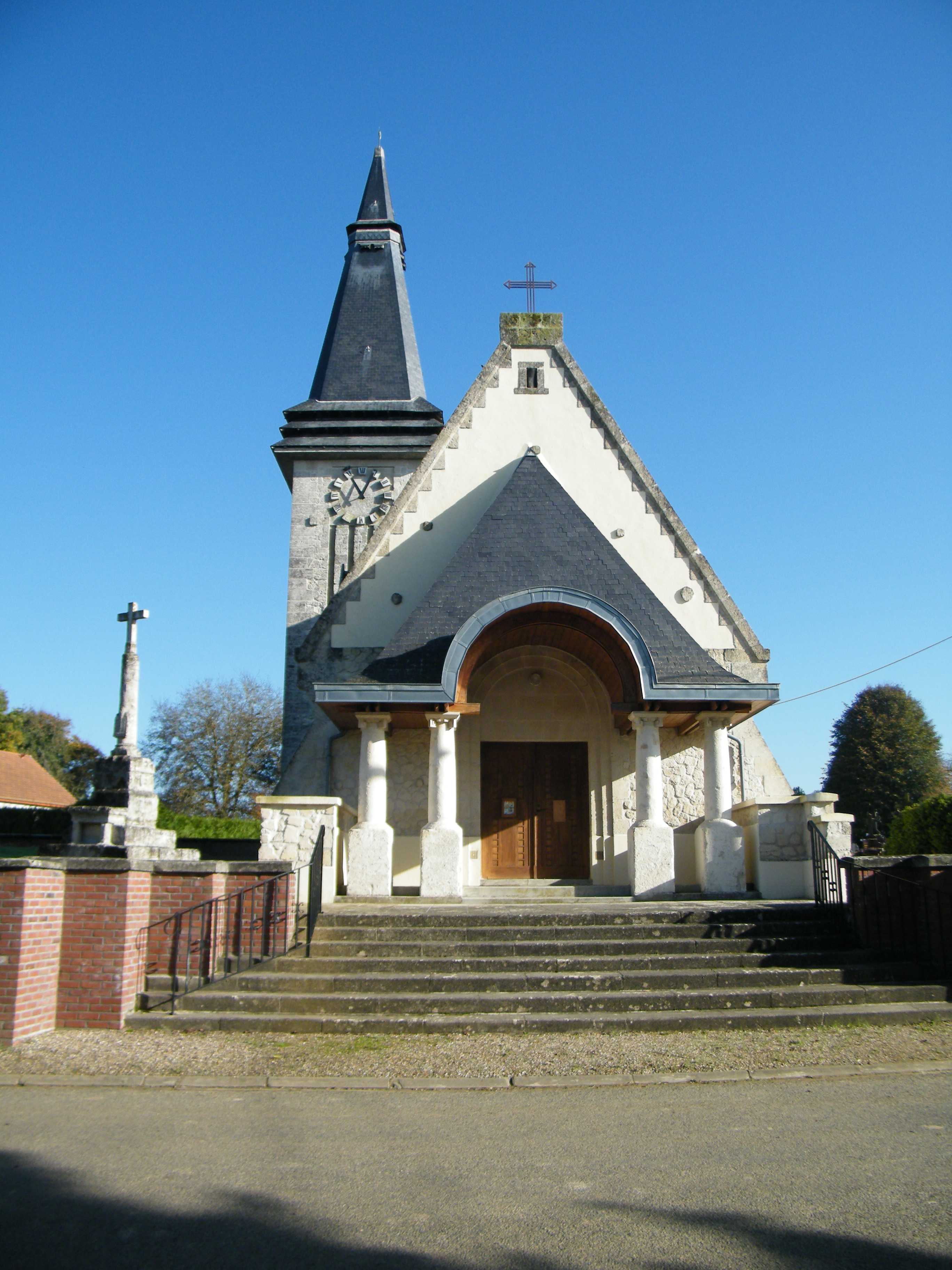

El 2007 hi havia 76 habitatges, 60 eren l'habitatge principal de la família, 9 eren segones residències i 7 estaven desocupats. Tots els 75 habitatges eren cases. Dels 60 habitatges principals, 52 estaven ocupats pels seus propietaris i 8 estaven llogats i ocupats pels llogaters; 3 tenien dues cambres, 12 en tenien tres, 19 en tenien quatre i 26 en tenien cinc o més. 44 habitatges disposaven pel capbaix d'una plaça de pàrquing. A 32 habitatges hi havia un automòbil i a 24 n'hi havia dos o més.

### Piràmide de població
La piràmide de població per edats i sexe el 2009 era:
| Homes | Edats   | Dones |
| ----- | ------- | ----- |
| 0     | 95 o +  | 0     |
| 0     | 90 a 94 | 0     |
| 0     | 85 a 89 | 4     |
| 0     | 80 a 84 | 4     |
| 0     | 75 a 79 | 0     |
| 12    | 70 a 74 | 0     |
| 0     | 65 a 69 | 8     |
| 4     | 60 a 64 | 0     |
| 0     | 55 a 59 | 8     |
| 4     | 50 a 54 | 4     |
| 4     | 45 a 49 | 8     |
| 0     | 40 a 44 | 0     |
| 8     | 35 a 39 | 0     |
| 0     | 30 a 34 | 8     |
| 8     | 25 a 29 | 8     |
| 0     | 20 a 24 | 8     |
| 0     | 15 a 19 | 0     |
| 4     | 10 a 14 | 12    |
| 4     | 5 a 9   | 8     |
| 4     | 0 a 4   | 12    |

## Economia

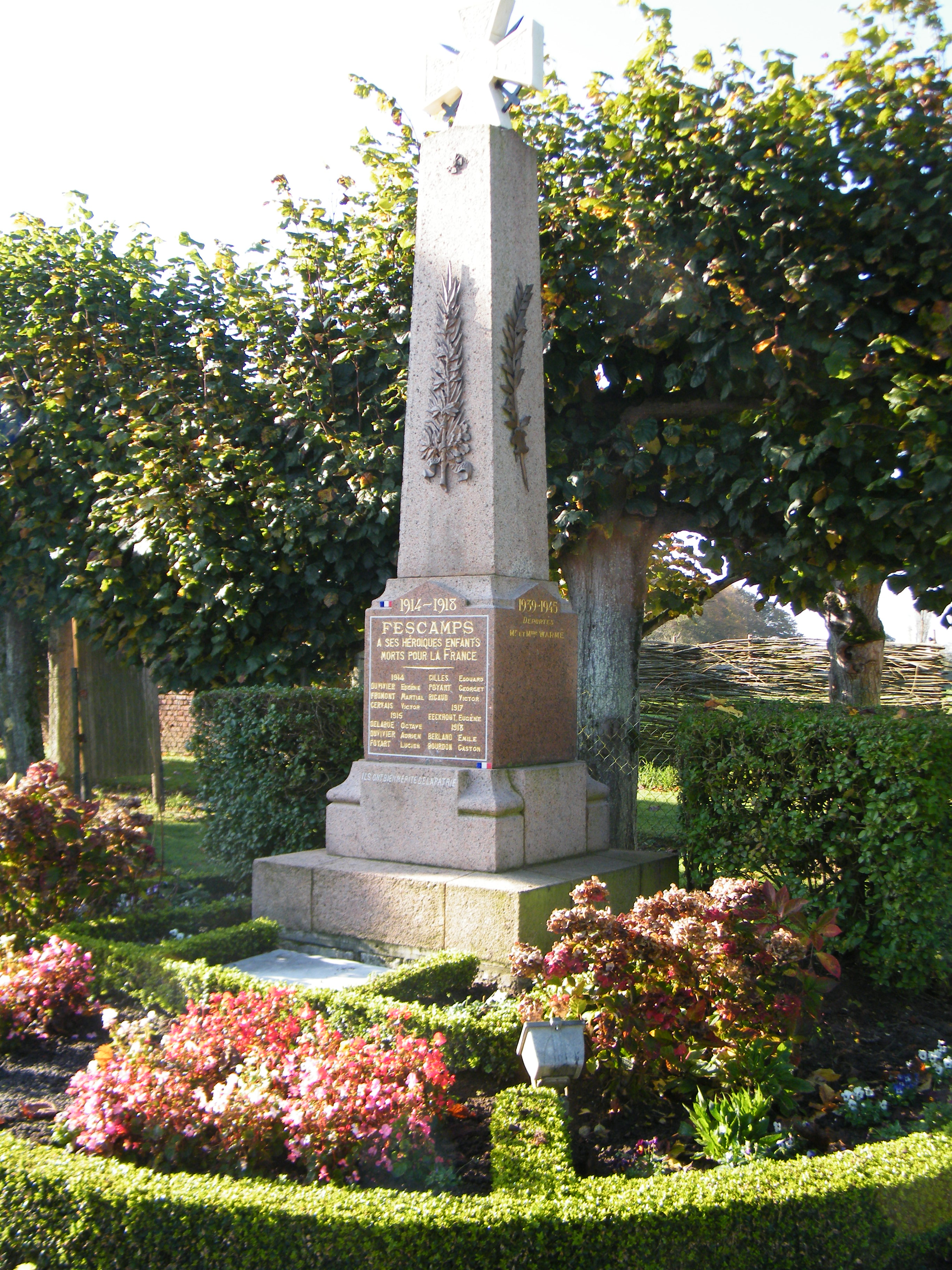

El 2007 la població en edat de treballar era de 89 persones, 61 eren actives i 28 eren inactives. De les 61 persones actives 56 estaven ocupades (35 homes i 21 dones) i 5 estaven aturades (5 homes). De les 28 persones inactives 8 estaven jubilades, 7 estaven estudiant i 13 estaven classificades com a «altres inactius».

### Ingressos
El 2009 a Fescamps hi havia 57 unitats fiscals que integraven 139 persones, la mediana anual d'ingressos fiscals per persona era de 15.237 €.

### Activitats econòmiques

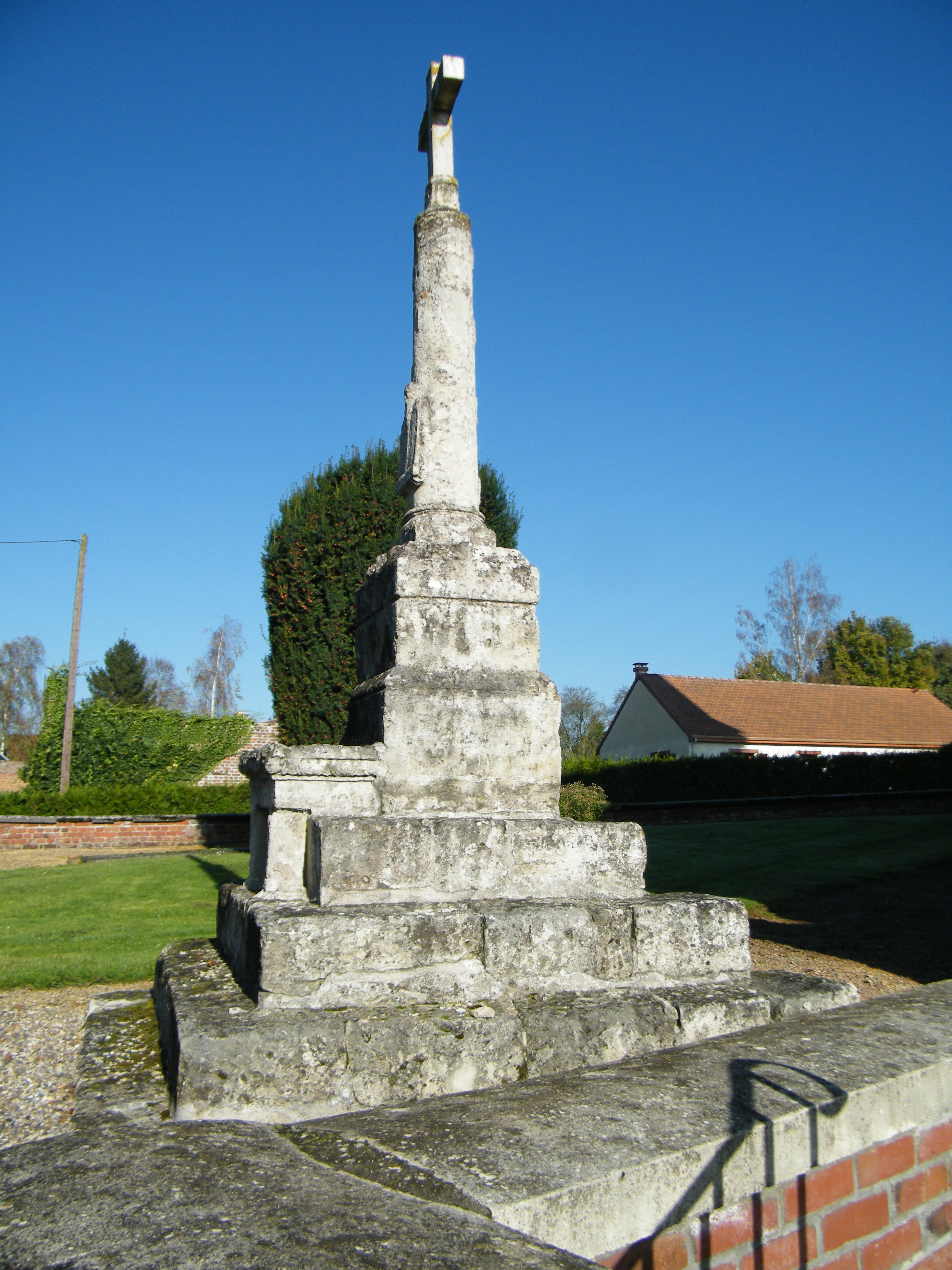

Dels 5 establiments que hi havia el 2007, 1 era d'una empresa de fabricació d'altres productes industrials, 1 d'una empresa de construcció, 1 d'una empresa de comerç i reparació d'automòbils, 1 d'una empresa d'hostatgeria i restauració i 1 d'una empresa financera.
Dels 3 establiments de servei als particulars que hi havia el 2009, 1 era un taller de reparació d'automòbils i de material agrícola, 1 fusteria i 1 restaurant.
L'any 2000 a Fescamps hi havia 4 explotacions agrícoles.

## Poblacions més properes

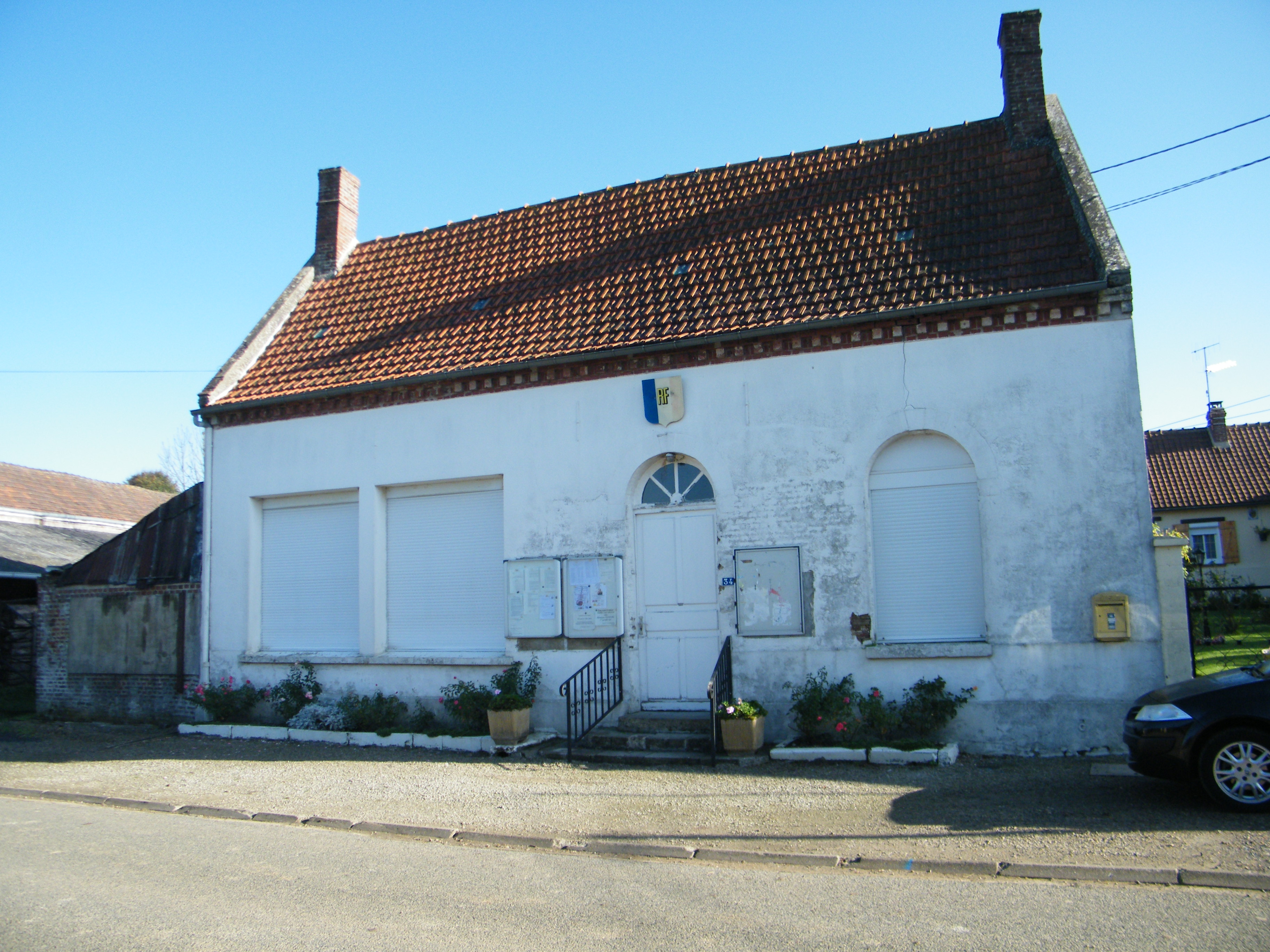

El següent diagrama mostra les poblacions més properes.